# Anamorphisme
Ne doit pas être confondu avec Anamorphose.
L'anamorphisme (du Grec: ανα- = vers le haut; morphisme = forme) est un concept de la programmation fonctionnelle fondé sur la théorie des catégories.

## L'anamorphisme en programmation fonctionnelle
En programmation fonctionnelle, un anamorphisme est une généralisation des fonctions de type unfold permettant la création générique de liste au cadre des types de données arbitraires qui peuvent être décrites par des coalgèbres finales (ou « algèbres initiales »). Les anamorphismes, qui sont corécursifs (en), sont la forme duale des catamorphismes récursifs, tout comme les unfolds sont une forme duale des folds.
Une des premières publications visant introduire la notion d'anamorphisme dans le contexte de la programmation fut l'œuvre Functional Programming with Bananas, Lenses, Envelopes and Barbed Wire, par Erik Meijer (en), et qui fut dans le contexte du langage de programmation Squiggol (en).

## Exemples

### Anamorphismes sur des listes
Un anamorphisme dans le cadre de listes est tout simplement un unfold : il produit une liste (potentiellement infinie), à partir d'une graine donnée. En Haskell, une définition d'un anamorphisme serait :
```
-- Signature de type de 'ana' :

ana
 
::
 
(
b
 
->
 
Maybe
 
(
a
,
b
))
 
->
 
b
 
->
 
[
a
]
   

-- Définition de la fonction 'ana' :

ana
 
unspool
 
x
 
=
 
case
 
unspool
 
x
 
of

                  
Nothing
    
->
 
[]

                  
Just
 
(
a
,
y
)
 
->
 
a
 
:
 
ana
 
unspool
 
y

```

Cet anamorphisme générique permet de définir de nombreuses fonctions. Par exemple, on peut facilement écrire l'itération d’une fonction f sous forme de liste (infinie) :
```
iterate
 
::
 
(
a
 
->
 
a
)
 
->
 
a
 
->
 
[
a
]

iterate
 
f
 
=
 
ana
 
(
\
a
 
->
 
Just
 
(
a
,
 
f
 
a
))

```

### Anamorphismes sur d'autre type de données
On peut définir un anamorphisme sur n'importe quel type de données récursif, et pas nécessairement une liste. Par exemple, un unfold sur un arbre
```
data
 
Tree
 
a
 
=
 
Leaf
 
a
 
|
 
Branch
 
(
Tree
 
a
)
 
a
 
(
Tree
 
a
)

```

peut être défini par :
```
-- Signature de type de 'ana' :

ana
 
::
 
(
b
 
->
 
Either
 
a
 
(
b
,
a
,
b
))
 
->
 
b
 
->
 
Tree
 
a

-- Définition de la fonction 'ana' :

ana
 
unspool
 
x
 
=
 
case
 
unspool
 
x
 
of

                  
Left
 
a
        
->
 
Leaf
 
a

                  
Right
 
(
l
,
x
,
r
)
 
->
 
Branch
 
(
ana
 
unspool
 
l
)
 
x
 
(
ana
 
unspool
 
r
)

```

## L'anamorphisme dans la théorie des catégories
Dans la théorie des catégories, l'anamorphisme est le concept dual du catamorphisme.

### Notation
Une notation pour {\displaystyle \mathrm {ana} \ f} trouvée dans la littérature est {\displaystyle [\!(f)\!]}. Les parenthèses utilisées sont connues sous le nom de lens bracket (parenthèse « lentille ») en raison de la ressemblance avec une lentille optique, après qui les anamorphismes réfèrent parfois aux lenses (lentilles).